# Avdikningsbidrag
Avdikningsbidrag eller avdikningsanslag var ett statligt svenskt bidrag som lämnades till avdikningsåtgärder. Dessa dikningsåtgärder var en form av jordförbättring av jordbruks- och skogsmark. De syftade i första hand till att höja markens produktivitet som åker eller ständig slåtter- och betesvall.
Bidragen syftade infördes först för att minska frostrisken, kallades då frostminskningsanslag, och infördes 1883. 1907 beslöt riksdagen att detta anslag skulle delas upp i två: ett särskilt anslag för de fyra nordligaste länen (det vill säga Norrbottens län, Västerbottens län, Västernorrlands län och Jämtlands län), kallat norrländska avdikningsanslaget, och ett  kallat allmänna frostminskningsanslaget, för övriga delar av Sverige. Ur det första anslaget skulle lämnas bidrag till utdikningar av myrar och vattenavtappningar, både vid nyodling eller i syfte att åstadkomma frostminskning, men ur det senare anslaget enbart då syftet var att minska frostländigheten i kringliggande bygd.
1911 förändrades och breddades det allmänna frostminskningsanslaget till allmänna avdikningsanslaget, som användes för att ge bidrag till torrläggningsföretag i de övriga delarna av Sverige utom de fyra nordligaste länen och under samma villkor, som gällde för det norrländska avdikningsanslaget. 1912 skedde ändringen, att det norrländska anslaget kom att gälla alla norrländska län (inte bara de fyra nordligaste) och Dalarna och det allmänna anslaget övriga delar av Sverige. Det norrländska anslaget var mer generöst utformat. För statsbidrag från det allmänna anslaget för endast frostminskning fordrades yttrande om företagets lämplighet och nytta, vilket inte gällde för bidrag från det norrländska anslaget.
Senare lämnades både bidrag och lån, i form av Statens avdikningsanslag respektive Statens avdikningslånefond.